# Lindiwe Sisulu
Lindiwe Nonceba Sisulu (née le 10 mai 1954 à Johannesburg) est une femme politique sud-africaine, membre du Congrès national africain, membre du parlement depuis 1994 et membre de tous les gouvernements sud-africains successifs de 1996 à 2023.
Elle a été vice-ministre des Affaires intérieures (1996-2001), ministre des Renseignements (2001-2004), ministre du Logement (2004-2009), ministre de la Défense et des Vétérans (2009-2012), ministre des Services publics et de l'Administration (2012-2014), ministre de l'Habitat (2014-2018),  ministre des Relations internationales et de la Coopération du 28 février 2018 au 29 mai 2019, ministre de l'Habitat, de l'Eau et de l'Assainissement du 30 mai 2019 au 5 août 2021 et  Ministre du Tourisme du 5 août 2021 au 6 mars 2023.

## Biographie
Lindiwe Sisulu est la fille de Walter (1912-2003) et Albertina Sisulu (1918-2011), des activistes du congrès national africain en lutte contre l'apartheid.
De 1975 à 1976, alors que son père est en prison à la suite de sa condamnation lors du procès de Rivonia, sa fille est détenue pour ses activités anti-apartheid. En exil, elle rejoint Umkhonto we Sizwe, la branche militaire de l'ANC réactivée depuis les émeutes de Soweto et se spécialise dans le renseignement.
En 1980, elle obtient un diplôme d'études supérieures en éducation puis en 1981 un diplôme d'histoire de l'université du Swaziland. Elle devient enseignante au lycée central de Manzini puis exerce plusieurs activités comme notamment conférencière au département d'histoire de l'université du Swaziland, rédactrice-adjointe au Times du Swaziland ou encore directrice des examens d'histoire pour le Botswana, le Lesotho et le Swaziland. En 1989, elle est diplômée de l'université d'York.
De retour en Afrique du Sud en 1990, elle devient l'assistante personnelle de Jacob Zuma, chef des renseignements de l'ANC. Après avoir été membre de la délégation de l'ANC à la CODESA et administratrice des renseignements de l'ANC, elle est élue au Parlement sud-africain en avril 1994, où elle siège puis préside la commission parlementaire sur les renseignements (1995-1996).
En 1996, elle entre dans le gouvernement Mandela en tant que vice-ministre des Affaires intérieures et est confirmée à cette fonction dans le gouvernement Mbeki en 1999. Le 24 janvier 2001, elle est nommée ministre des Renseignements puis le 29 avril 2004 devient ministre du Logement, poste qu'elle conserve dans le gouvernement de Kgalema Motlanthe (2008-2009). Elle est nommée ministre de la Défense et des Vétérans le 10 mai 2009 dans le gouvernement Zuma. En tant que ministre de la Défense, elle s'est prononcée pour la réintroduction, sur la base du volontariat, du service militaire afin de canaliser l'énergie de la jeunesse touchée par le chômage. Contestée dans les rangs militaires, elle est déplacée, lors d'un remaniement ministériel, au ministère des Services publics et de l'Administration.
Le 28 février 2018, elle est nommée ministre des Relations internationales et de la Coopération dans le gouvernement de Cyril Ramaphosa.

## Distinctions
- Conférence Barbara-Ward 2008[3].